# Keresztyén Testvérgyülekezet
A Testvérgyülekezetek (Brethren); Magyarországon Keresztyén Testvérgyülekezetek, evangéliumi irányultságú történelmi konzervatív protestáns nézeteket valló közösségek, melyek nem rendelkeznek semmilyen hierarchikus és szervezett egyházi berendezkedéssel. A helyi gyülekezeteik autonóm és independens kormányzati elv alapján szerveződnek, azaz nem ismernek el semmilyen egyházkormányzati szervet mely a helyi gyülekezetek fölé lenne rendelve. Ugyanakkor elfogadják, hogy a tőlük eltérő keresztyény egyházakban, valódi új életű hívők is lehetnek, akiket testvéreknek tekintenek, mivel ugyanannak a nagy, teljes egészében még láthatatlan, Krisztus - testhez (eklézsia) tartoznak.

## Történelem
Keletkezésük Angliába és Írországba az 1800-as évek elejére nyúlik vissza.
Nevükben először csak a keresztyén jelzőt fogadták el, vagy csak úgy nevezték magukat, hogy testvérek (brethren),  felismerve azt, hogy minden keresztyén hívő ember Jézus Krisztus egyetemes láthatatlan egyházához tartozik, felekezeti hovatartozástól függetlenül.

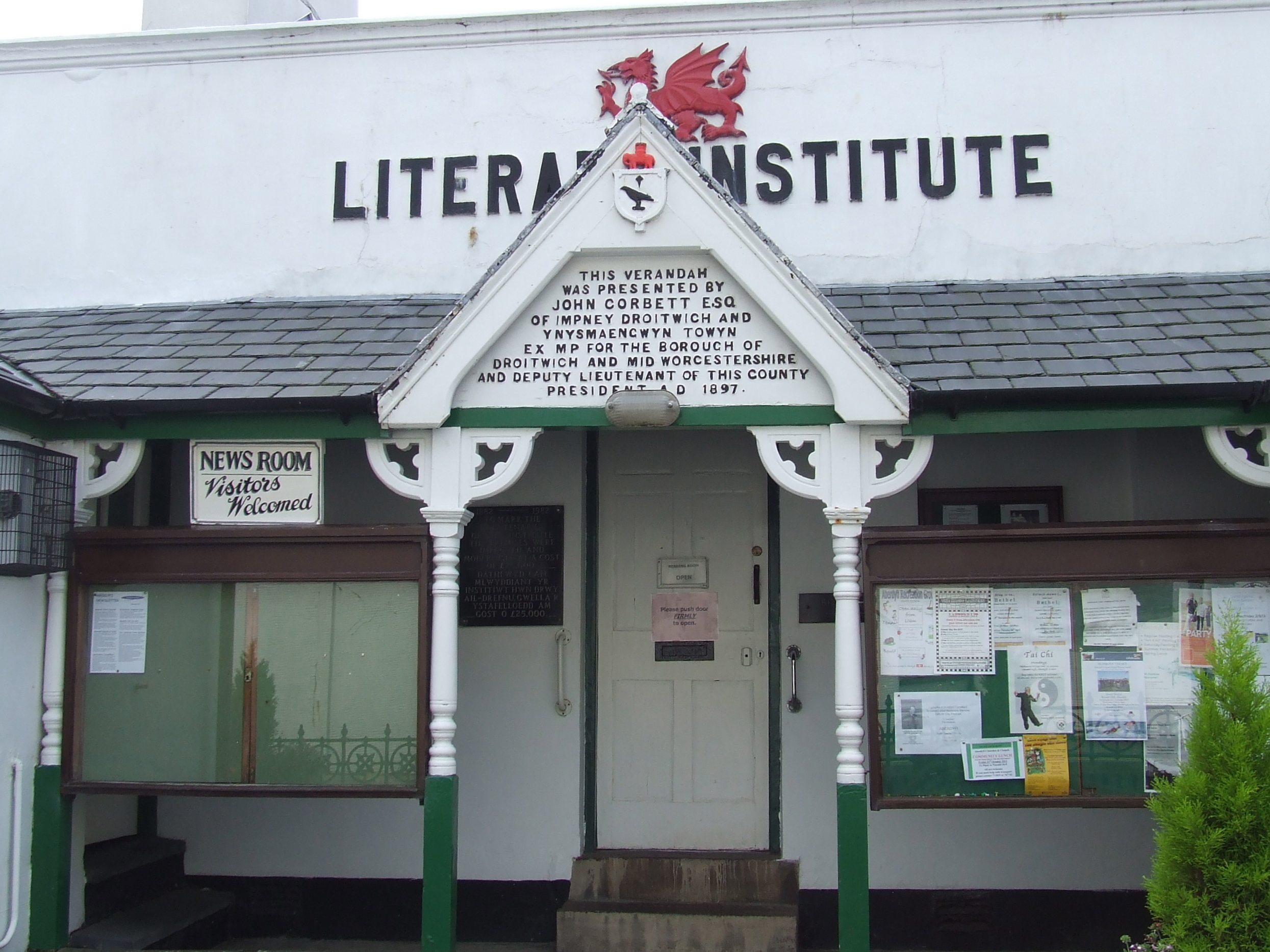
1882-ben épült, eredetileg a testvérgyülekezet által találkozóhelyként és fürdőként használt épület Walesben

## Életvitelük, hitvallásuk, sajátosságuk
Hitük szerint Isten szereti az embereket bűnös voltuk ellenére, ezért Jézus Krisztus szerzett megváltást a kereszten. Így az ember hinni tud Isten vonzása révén a feltámadott Krisztusban, elfogadva Isten által adott ingyen kegyelmet. Az ember felelős a döntéséért Isten előtt az evangélium hallásakor. Az üdvösség megragadása hit által történik, amelynek következménye az örök élet. A megváltott ember hálából átadja az életét Krisztusnak és követi Őt a Szent Lélek ereje által. Hisznek a Szentháromságban. Hitvallókat keresztelnek meg, többnyire vízbe merítkezés formájában. A csecsemő keresztséget nem gyakorolják, noha ez nem olyan kardinális kérdés mint a baptistáknál. A bemerítkezés fontosságában és gyülekezeti tagsághoz kötöttségében ma is vannak eltérések az egyes gyülekezetek között. Úrvacsorában csak Jézus Krisztusban hívő emberek részesülhetnek, többnyire közösséget vállalva más keresztyén felekezethez tartozó hívő emberrel is.
Ez jórészt az úgynevezett nyitott testvérgyülekezetekre (open brethren) vonatkozik , hiszen történelmük során létrejöttek a zárt közösségek (exkluziv brethren) is, Plymouth Brethren, akik szigorú belső szabályok alapján élik az életüket, csak saját gyülekezetük tagjaival vállalva közösséget. Magyarországon ez a különbség sajátos, árnyaltabb, főleg a nyitottság jellemző különböző keresztyén felekezeteken felüli szervezetek felé. Ugyanakkor vannak különbségek és az evangelizáció, a misszió szükségességének, módjának a megítélésében.
A többi egyházzal és a világiakkal békés kapcsolatokat igyekeznek ápolni, toleránsak, tisztelik a lelkiismereti és vallásszabadságot. A hitük alapja kizárólagosan a Biblia.
A mai magyar törvények biztosítják a teljes vallás szabadságot. Amelyik országban ez nem lehetséges az állam ellenséges magatartása miatt ott házanként jönnek össze. A házi, vagy bérelt helységekben történő összejövetelek ugyanakkor nem csak üldözött helyzetekben jellemző rájuk, hiszen nem mindenütt törekvésük az önálló saját tulajdonban álló gyülekezeti épületben való összejövetel.
Tulajdonképpen nem egy egyházi struktúra jellemző rájuk hanem egyes helyi gyülekezetek laza szövetsége, melyben minden közösség önálló, alá és fölé rendeltségi viszony nem létezik, valamint egyházi központtal sem rendelkeznek.
Gyülekezeti megjelenési formáikban az erősen tradicionális és a ma embere számára szimpatikusabb haladóbb istentiszteleti formák is megtalálhatóak, habár többnyire erősen visszafogottak. A konzervatív és fundamentalista ágtól a progresszív gyülekezetekig számos színezettel rendelkeznek világszerte. Az ún. karizmatikus mozgalom mégsem vert gyökeret köreikben, főleg a karizmatikusokra jellemző teológiai, rendszereket nem vették át. Noha más országokban egyes progresszív gyülekezetekben megtalálható a mérsékelt karizmatikus felfogás is, ahol jobban szerepet kap a Szentlélek ajándékainak a hangsúlyozása. Istentiszteletük középpontjában a kenyértörés (úrvacsora) és az igehirdetés áll, imádságokkal és énekléssel.
Világviszonylatban azt lehet állítani, hogy a történelmi protestáns alapokon állnak, vallva az öt sola tételt:
Sola Scriptura - egyedül a Szentírás,
sola fide - egyedül hit által,
sola gratia - egyedül kegyelemből,
solus Christus - egyedül Krisztus,
soli Deo gloria - egyedül Istené a dicsőség.
Viszonylag újabb elem bukkant fel az egyes alapító atyáknál, amely diszpenzációs síkon közelített az üdvtörténethez (korszakos elmélet). Ennek a lényege az egyes üdvkorszakok viszonylag merev elkülönítése egymástól (diszpenzácionalizmus). Ez a látás sok vitát váltott ki akkor is és napjainkban is „gerjeszt hullámokat”. Jézus eljövetelének a Gyülekezet elragadtatásának sajátos értelmezése új látás volt az eszkatalógikus biblia értelmezésben. A ma is népszerű, gyülekezet elragadtatásának tanítását J.N.Darbyhoz kötik, de tudni kell, hogy már ő is átvette ezt.  Mivel a testvérgyülekezetek nem rendelkeznek hivatalos dogmatikával ezért ebben a kérdésben is fellelhető közöttük bibliaértelmezési különbség akár a szélsőséges értelmezéstől a történelmi, klasszikus megközelítésen át a progresszív diszpenzációs tanítást vallókig. Valamint csaknem az egész rendszert elutasítók is fellelhetőek közöttük.
Azt talán világviszonylatban el lehet mondani, hogy a testvérgyülekezetek pre-millenisták (Krisztus visszajövetele földi uralma előtt) vallók, de semmiképpen, évszámokkal, és a millennium mikéntjével spekulálók. Ezeknek a törekvéseknek erősen ellenállnak.
A testvérgyülekezetek legfőbb jellemzője a rendszeres kenyértörés (Úrvacsora) lehetőleg minden vasárnap, emlékezve Jézus Krisztusra. Az emlékezésre, imádatra téve a hangsúlyt és nem tulajdonítanak ennek sákramentum, szentségi jelleget, abban az értelemben, hogy e látható jegyek valamiféleképpen csatornái lennének a kegyelemnek. Sokkal inkább olyan szent szimbólumoknak tartják az úrvacsorát és a hitvalló keresztséget, amelyben emlékezni lehet Jézus Krisztusra, bizonyságot téve róla, felvállalva az Ő követését.
Az igehirdetést, prédikációt nem fizetett lelkészek végzik, (habár vannak ellenpéldák is világviszonylatban, de ez inkább kivétel) hanem az ilyen képességgel rendelkező laikus világi foglalkozást is végző férfiak prédikálnak. A teológiai vagy biblia iskolai képzettség nem követelmény, hanem lehetőség az igehirdetők számára, amivel sokan élnek is. Ugyanakkor vannak testvérgyülekezetek, amelyek idegenkednek a más felekezet teológiáján folyó tanulmánytól.

## A testvérgyülekezetek felépítése
Valójában nem egy gyülekezet, vagy egyház, hanem testvérgyülekezetek laza szövetsége. Minden gyülekezet önálló, vezetőit maga választja. Ők maguk kezdettől azt akarják kifejezni, hogy egyedül Krisztushoz tartoznak, és nem felekezetet szándékoznak létrehozni.
Egyszemélyi egyházelnökük, Pápájuk, püspökük nincsen. Hitük szerint minden gyülekezet közvetlenül Jézus Krisztusnak mint főnek felelős. A keresztyén embernek szabadsága van minden hívő keresztyén/keresztény emberrel megtörni a kenyeret, vagyis együtt részesülni az Úrvacsora közösségében.
Belső felépítésük hasonlít a klasszikus protestáns gyülekezeti berendezkedéshez, azt leszámítva, hogy nincs fizetett lelkészük, hanem férfiak végzik az igehirdetést, akiket a gyülekezet elismert ilyen szolgálatra. A gyülekezet vezetése véneken, presbitereken keresztül történik, de olyan gyülekezetek is vannak, ahol nincs klasszikus értelemben vett vezetőség, hanem felelősségteljes férfiak vezetik a gyülekezetet, kinevezés nélkül.